# Celle Slot
Celle Slot (tysk: Schloss Celle) er et slot i den tyske by Celle i Niedersachsen, og var engang et af residenserne for Huset Braunschweig-Lüneburg. Denne firefløjede bygning er det største slot i den sydlige del af Lüneburger Heide.

## Historie
Celle Slot er baseret på et befæstet tårn (tysk: Wehrturm) med karakter af en voldborg, som bevogtede et fort over Allerfloden. Denne første befæstning, kaldet Kellu, blev bygget af en brunonergreve omkring 980 e.Kr. En anden forløber for slottet, der kan have været en udvidelse af det befæstede tårn, blev grundlagt i 1292 af Otto den Strikte. Kælderens hvælving og tårnets nedre etager har overlevet til i dag. Dets ruiner ligger under slottets teater. Castrum Celle blev første gang nævnt i skriftlige kilder omkring 1315. Som en konsekvens af Lüneburgs arvefølgekrig, flyttede hertugerne af Braunschweig-Lüneburg i 1378 deres residens fra Lüneburg til Celle og begyndte at omdanne borgen, som i mellemtiden lå  omgivet af grøfter og dæmninger, til et slot. Omkring et århundrede senere blev slottet yderligere udvidet af Frederik den Fromme fra 1471–78, og slottets kapel blev indviet i 1485. Ernst 1.  Bekenderen fik slottet dekoreret i 1530 i renæssancestil. På samme tid, mellem 1520 og 1560, blev forsvaret, i form af bymuren  og bastionerne, skubbet længere ud. På dette tidspunkt var borgen typisk for sin æra, en firefløjet bygning med en firkantet gård, med massive hjørnetårne, et stort hovedtårn og karakteristiske træk af Weser-renæssance.
Ændringer på slottet fra 1670 og fremefter blev udført af Hertug Georg Wilhelm, som havde til formål at omdanne det gamle renæssancesæde til en moderne residens. Georg Wilhelm var meget opsat på bygningen, typisk for fyrster for hans tid, og lavede yderligere ændringer, der havde til formål at minde om hans tid i Italien. Facaderne, der blev kopieret fra venetianske bygninger, blev derefter givet deres nuværende udseende. Bemærkelsesværdige træk omfatter gesimserne på gavlene, der omkranser tagene, og den usædvanlige form af de hvælvede tårne. Tilføjelsen af slottets teater og dens barokke etatsværelser stammer fra denne periode.
Ved Georg Wilhelms død i 1705 endte hertugernes enevældige styreform. Fyrstendømmet Lüneburg blev efterfølgende sammen med Fyrstendømmet Calenberg overdraget til Kongeriget Hannover. Slottet mistede sin politiske betydning og stod tom igen i lang tid. Fra 1772 blev det beboet af den britisk-fødte danske dronning Caroline Mathilde, datter af Frederik Ludvig af Wales, der havde været forvist til Celle som følge af hendes affære med Johann Friedrich Struensee i København. Den ulykkelige dronning levede kun i Celle indtil 1775, da hun døde i en forholdsvis ung alder af skarlagensfeber. I det 19. århundrede blev slottet lejlighedsvis brugt af det hannoveranske kongelige hof som en sommerresidens. Som følge deraf lavede Georg Ludwig Friedrich Laves flere indvendige ændringer i 1839 og 1840.

### Slottet i dag
Slottet har stadig en række værelser og sale, der kan dateres tilbage til de forskellige perioder. Hofkapellet blev ombygget efter Reformationen og har været bevaret næsten uændret med sin renæssance-arkitektur. Etatsværelserne i barokstil  blev oprettet under Georg William og er også blevet bevaret. I den gotiske hal er der konstant skiftende udstillinger og i østfløjen findes en afdeling fra Celles Bomann Museum, som er dedikeret til historien om Kongeriget Hannover. Det historiske slots værelser og slotskapel, som restaureredes mellem 1978 og 1981, kan besøges som en del af en guidet tur.

## Eksterne links
- Das Herzogschloss in Celle (tysk)
- Das Residenzmuseum im Celler Schloss Arkiveret 17. december 2018 hos  Wayback Machine (tysk)
- Schlosstheater Celle (tysk)

52°37′26″N 10°4′39″Ø / 52.62389°N 10.07750°Ø